# Tityus birabeni
Espèce
Tityus birabeni est une espèce de scorpions de la famille des Buthidae.

## Distribution
Cette espèce est endémique du département de Cochabamba en Bolivie,.

## Étymologie
Cette espèce est nommée en l'honneur de Max Birabén.

## Publication originale
- Ábalos, 1955 : « Tityus birabeni sp. n. de Bolivia (Buthidae, Scorpiones). » Anales del Instituto de Medicina Regional, no 4, p. 223-230.